# Листериоза
Листериоза је преносива бактеријска болест човека и животиња, коју узрокује грам-позитивна, бактерија из групе листерија (лат. Listeria monocytogenes). У организам човека бактерија се уноси преко заражене хране. Сматра се да домаће животиње, односно преживари, одржавају циклус кружења листерије у природи, фекално-оралном контаминацијом тла. Болест је јако ретка (око 3-4 случаја на милион становника). Док код здравих одраслих особа листерија изазива релативно благи гастроентеритис, болест може бити озбиљна код осетљивијих особа (новорођенчад, труднице, старије особе, имунокодефицијентни болесници), због брзог развоја бактеријемије и системске инфекције. Јавља се спорадично, каткада ензоотски. Манифестује се енцефалитисом, побачајем, ендокардитисом, гастроентероколитисом, септикемијом, маститисом, спиналним мијелитисом, септичким артритисом или кератоконјуктивитисом.

## Етиологија
Изазивач листериозе, листерија (лат. Listeria monocytogenes) је грам позитивна, веома покретљива, факултативно анаеробна бактерија, у облику штапића која је све присутнија у човековом окружењу. Иако је листерија откривена јако давно, тек осамдесетих година 20. века, откривено је да је контаминација хране главни пут преноса ове бактерије из околине у људе.
Листерије могу да расту на уобичајеним хранилиштима у аеробним условима, при температура хлађења. Широко је распрострањена у природи и може дуго преживети у неповољним климатским условима средине. Иако је здравствена важност листериозе потцењена, зато што се јавља знатно ређе од свих акутних инфективних болести које се преносе храном, листерија се сврстава у најзначајније патогене, са највећим смртним исходом код оболелих (око 20 до 30 одсто клиничких инфекција завршава смртним исходом).
На крвном агару ствара бета – хемолизу, за разлику од апатогених сојева који немају ту способност. На темељу соматских и флагеларних антигена дели се у 14 серотипова. Сматра се да је хемолизин (листериолизин О) главни чинилац вируленције. Убикватеран је микроорганизам и налази се у животињском и људском измету, канализацији, површинским водама, биљкама, животињској храни, у стаји, и свуда у околини.
Епидемиолошки и епизоотолошки гледано, значајно је да листерије могу доспети у спољну средину излучевинама не само оболелих људи и животиња већ и клинички, наизглед, здравих. Зато су често здраве животиње, носиоци листерије и потенцијални извор загађења средине. Краве могу да излучују листерије млеком после побачаја или за време инфекције вимена која је праћена маститисом. Контаминација млека је могућа и из фекалног извора.
Данас се верује да је основни извор заражавања животиња лоше припремљена храна. Неколико студија потврђује везу између излучивања микроорганизма фекалним путем и њеног налаза у лоше припремљеној храни (силажи) за исхрану музних животиња.
Анализа кретања листерије, праћењем ланца исхране:
БИЉКЕ → СТОЧНА ХРАНА → ДИГЕСТИВНИ ТРАКТ → СТОЛИЦА → СТАЈЊАК → БИЉКЕ
показала је да се млеко али и објекти за прераду млека могу загадити листеријом из различитих карика овог ланца.
У досада описаним, храном изазваних листериоза, млечни производи су на првом месту а међу њима предњаче сиреви који су били најчешћи извор инфекције људи. Посебно сиреви са плеснима, који су погодна средина за одржавање и умножавање листерија. Мада велики ризик по здравље људи могу представљати и полутврди и тврди сиреви.
Извор контаминације млечних производа поред млека је и опрема за прераду млека, одеће и обућа радника, ваздух, глодари, птице али и сировине и материјали и састојци који се користе у производњи као што су казеин, кисели грус и полузрели сиреви.
У објектима за чување и прераду хране важан извор контаминације могу бити влажан ваздух и влажне површине на расхладним системима и зидовима.
„Значајну еколошку нишу за умножавање листерија чине остаци хране на опреми. У објектима за производњу сира са црвеном мажом, значајан извор контаминације може бити вода за мажу и машине за мазање у одељењу за зрење.“
Различити производи од меса могу бити загађени листеријом: (Smith 1988) је изоловао овај микроорганизам из 59%, а (Ozari и Stolle 1990) из 1,6% узорака кобасица, (Breer и Breer 1988) из 9,1% узорака сувог меса, 5,5% узорака димљених кобасица и 21,1% кобасица "mettwurst", (Leistner 1989) из 20% кобасица, 17% салама и 17% нарезака, (Quist 1992) из 38% нарезака димљеног меса, 8% франкфурктера, 19% куваних саламурених кобасица и 13% нарезака куване шунке, (Buncic 1991) из 21% „брзоферментованих кобасица“ упакованих у вакууму. Налаз листерије у рибљем месу се креће од 6,3-28,6%. Свеже месо и месо живине садрже овај микроорганизам у 5-50% узорака. Налаз листерије у кобасицама је последица пост-пастеризационог загађења.

## Епидемиологија
Учесталост
Процењује се да је годишња учесталост листериозе у свету око 4 случаја на милион становника. У Европи, процењена учесталост, варира између 0,3 (Грчка) и 7.5 (Шведска) случајева годишње. Неколико година уназад листериозе у целој Европи бележи тренд нешто веће учесталости, посебно у Француској и Скандинавији. Овај тренд се објашњава повећање броја оболелих у популацији старијих од 60 година. Неонатална учесталост код мајки остаје стабилна.
У САД листериоза се јавља у од 2-3 (у 2004) до 9,7 случајева на милион становника. Годишње, се у САД пријави око 2500 нових случајева, листериозе са већом инциденцом у току летњих месеци. Труднице чине 27% свих случајева, углавном у трећег тромесечју трудноће. Седамдесет одсто свих неперинаталних инфекција се јавља у имунокомпромитованих пацијената. Кортикостероида терапија је важни предиспонирајући фактор код пацијената који нису у другом стању.
Од септембра 2011, појава листериозе у САД је тренутно под епидемиолошким надзором Центра за контролу и превенцију болести (ЦДЦ) и Америчка агенција за храну и лекове (ФДА), због разбољевања најмање 15 људи у Колораду, Оклахоми, Тексасу, Небраски. Истрага се фокусира на већу потрошњу диња.
| Број случајева листериозе код људи у Немачкој (према подацима Института Роберт-Кох) | Број случајева листериозе код животиња у Немачкој (према подацима Института Фридрих-Лефлер) |
| ----------------------------------------------------------------------------------- | ------------------------------------------------------------------------------------------- |
|                                                                                     |                                                                                             |

Морталитет / Морбидитет
Укупна стопа смртности од листериоза инфекције је 20-30%.
Од свих случајева који се јављају у трудноћи у 22% долази до губитка фетуса (побачаја) или неонаталне смрти, али мајке обично преживе.
Полне разлике
Са изузетком трудница, нема значајних разлика између полова у разбољевању.
Старост
Жене у репродуктивном добу, новорођенчад и особе у позним животним годинама обично су угроженије старосне групе.

## Епизоотиологија
Извор заразе: листерија је изолована из преко 37 врста сисара обухватајући како домаће тако и дивље животиње. Носиоци ове бактерије могу бити и разне врсте птица и неке врсте риба и шкољки. Истраживања сугеришу да и 50-10% људске популацији може у свом интестиналном тракту да носе листерију. Ипак примарно је то болест преживара, нарочито оваца, а повремено оболе коњи и свиње.
Фактори ризика: листериоза се појављује сезонски, најчешће од почетка пролећа до краја лета (када се стока изводи на испашу). Оболи тек мањи део клицоноша, а фактори ризика су лоша исхрана, промене времена, нехигијенски смештај. Исхрана силажом је најризичнији фактор, јер силажа омогућује раст и одржавање листерија. Здрави људи су под ризиком ако је храна масивно заражена овом бактеријом. Под повећаним ризиком су и особе са ослабљеним имунским системом услед третмана глукокортикоиди, особе оболеле од рака (поготово од леукемије), дијабетеса или болести бубрега. Показано се и да је готово 300 пута вероватније да ће особе које имају АИДС оболети од листериозе него особе са нормалним имунским системом.
Као посебан фактор ризика наводи се способност листерија да расте на ниским температурама, што јој дозвољава размножавање у храни која се чува у фрижидеру.
Начин излучивања: фецесом оболеле јединке или мајчиним млеком.
Путеви преношења: зараженом храном (перорално), са мајке на дете, (преко пупка и интраутерино, за време порођаја контактом са секретом гениталних органа мајке и преко мајчиног млека сисањем), аерогено, хематофагно инсектима, преко оштећене слузокоже уста (нпр енцефалитисни облик настаје инфекцијом терминалних огранака нервуса тригеминуса преко оштећене слузокоже уста).
У храну листерија може доспети преко земљишта или воде, а животињски носиоци ове бактерије могу бити извор контаминације месних и млечних производа. Стога се ова бактерија често може наћи у великом броју у прехрамбеним производима, иако су они прописно чувани на ниским температурама: у непастеризованом млеку, сиревима, сладоледу, сировом поврћу, месним прерађевинама, сировој и куваној живини, свим типовима сировог меса и сировој и димљеној риби.

## Патогенеза
Листерија је грам-позитивни, покретни, штапићасти у облик бактерије која се све присутни у нашем окружењу. Она се може изоловати у земљи, дрвету и распаднутим материјама у природном окружењу.
Инфекција настаје најчешће пероралним уносом листерије контаминираним прехрамбеним производима (нпр. виршлама, месом, млечни производима, неопраним сировим поврћем, морским плодовима). Мекани сиреви и непастеризовано млеко су најчешће инкриминисани млечних производи)
Листерија након доспевања у организам и дигестивни тракт пенетрира кроз цревну слузокожу изазивајући:
- инапарентна инфекцију уз дуготрајну излучивање узрочника столицом
- бактеријемију са примарном локализацијом у разним органима,
- фаталну септикемију

Листерија улази у ћелије, укључивши и цревне, директном ендоцитозом. Може преживети унутар макрофага и моноцита. Побачај плода настаје због едема и некрозе плаценте. Инфекција при крају трудноће узрокује побачај или рођење плода који који брзо умире због септикемије.
Листериозни енцефалитис је једнострана акутна упала можданог дебла. Клинички се очитује асиметричним поремећајима функције кранијалних живаца, истостраном хипалгезијом и парализом. Кад је захваћено вестибуларно језгро настаје атаксија, животиња се креће у круг а глава је закренута на захваћену страну.

## Клиничка слика листериозе код људи
Почетку листериозе претходе безазлени симптоми, на које оболели ретко обраћа пажњу. Инфициране труднице могу осетити само благе симптоме који подсећају на грип, укључујући грозницу и бол у мишићима. Забележено је да гастроинтестинални симптоми као што су мучнина, повраћање и пролив, могу да претходе озбиљнијим облицима листериозе или да буду и једини симптоми којима се инфекција манифестује.
Ако се инфекција прошири на нервни систем, могу се јавити симптоми: главобоља, укоченост врата, губитак равнотеже или поремећај свести, као последица менингитиса, септикемије, енцефалитиса...
У инфекцијама током трудноће, мајка обично преживљава, али због инфекције фетуса листериоза доводи до појаве спонтаног побачаја или рађање мртвог детета, или превременим порођајем и инфекцијом новорођенчета.
Листериоза трудница - често је латентна, али се може манифестовати као, нејасно фебрилно стање, слично грипу. У инфекцијама током трудноће, мајка обично преживљава, али пошто се инфекција преноси трансплацентарно и изазива инфекцију плода, трудноћа се може завршити спонтаним побачајем, рађањем мртвог детета, смрћу недонесеног детета или превременим порођајем.
Рана инфекција прематурус се примећује до седмог дана са сликом цијанозе (модре коже), проблемима са дисањем због незрелости плућа, запаљење плућа, и црвеним оспом по кожи. Последице рано стечене листериозе су неуролошке: поремећај развоја мозга, хидроцефалус ("увећана глава"), птоза и страбизам.
Ако инфекција уследи за време порођаја тада се манифестује менингитисом 1-3 недеље након порођаја. Менингитис се карактерише напетошћу фонтанеле, раздражљивошћу, конвулзијама и комом. У новорођенчади болест често има септикемични облик са дискретним симптомима или са повећањем јетре и слезине и гнојним менингитисом
Смртност оболелих са клиничком сликом листериозе може бити и до 70% у случају менингитиса, 50% код септикемије и 80% код перинаталних/неонаталних инфекција.

## Клиничка слика листериозе код животиња
Енцефалитис је најчешћи облик листериозе. Животиња се одваја од стада, депресивна је, држи се погрбљено, бежи и лако пада. Закривљено држи главу, хода у круг, једнострана фацијална парализа. Пареза виличних мишића се огледа обешеном вилицом, жвакање је успорено, из уста се цеди слина. Смрт настаје због престанка дисања. У оваца и телади болест је акутна и угибају за 2-4 дана. У говеда болест траје дуже, 1 – 2 недеље.
Побачај се јавља у говеда у задњој трећини бременитости (или мртворођенче), а постељица често заостане. Ређе се јавља и у оваца и коза, понекад свиња и кунића. Ако фетус заостане могу угинути од сепсе.
Акутна септикемија уобичајена је у старијих преживара, али се јавља и у моногастричних и младунчади. Манифестује се депресијом, слабошћу, мршављењем, грозницом и проливом, некрозом јетре и гастроентеритисом. Телад имају замућену рожњачу, диспнеју, нистагмус и опистотонус.
Маститис – захвата једну четврт вимена, хроничног је облика и слабо реагује на лечење. Млеко је нормалног изгледа.
Патолошке промене: типичан за лешину животиње умрлу од септикемије. Тачкаста крварења по серозама и слузницама, некротична жаришта у јетри, слезини, бубрезима, срцу, фетусу. Гастроентеритис, увећана, пунокрвна плућа, понекад и пнеумонична жаришта. Слезина двоструко увећана. Фетус едематозан, мумифициран и аутолизиран. За јагњад патогномонична мала, жута, некротична жаришта у јетри, ерозије сиришта и жутонаранчасти мекониј. Хистолошки у мозгу се виде апсцеси.

## Дијагностика
Једини начин сигурне дијагнозе је класична изолација култивацијом узрочника из крви, ликвора или других течности и испитивање антигенске грађе моноспецифичним серумима. Хемокултуру треба обавезно урадити, јер су њени резултати позитивни у 60-75% болесника са инфекцијом ЦНС.
Методе доказивања листерије у храни су компликоване и захтевају време (од 5-7 дана). Уколико је могуће применити метод детекције ДНК време до издавања резултата се скраћује на 2-3 дана. Овом модерном методом могуће је открити узрочника ако је присутан у веома малом броју.
Код септикемије узрочник се дијагностикује у паренхимним органима; код побачаја у фетусу, постељици, садржају матернице; код енцефалитиса у мозгу. Идентификација се најчешће врши имуно-флуоресценцијом и аглутинацијом на предметном стаклу.
Серолошки тестови нису поуздани као што је аглутинација и реакција везивања комплемената (РВК).
Култура столице нити је осетљива нити специфична.
МРТ је супериоран радиолошка метода у односу на ЦТ код сумње уда је болест захватила ЦНС, а посебно код промена у можданом стаблу.
Трансезофагеална ехокардиографија треба да се обави ако се сумња на ендокардитис.

## Диференцијална дијагноза
- Криптоспоридиоза
- Бактеријски гастроентеритис
- Вирусни гастроентеритис
- Менингитис
- Саркоидоза
- Инфекција стрептококом групе Б
- Токсоплазмоза
- Вегенерова грануломатоза

## Терапија
Лечење листериозе укључује антибиотску терапију (тетрациклин, пеницилин) и терапију за јачање организма. Када дође до инфекције током трудноће, антибиотици често могу да спрече инфекцију плода или новорођенчета.
Чак и уз веома брз третман, неки случајеви инфекције се завршавају смрћу у пацијента. То је посебно евидентно код старијих особа са пратећим хроничним болестима и имунодефицијенцијентних особа.

## Профилакса
Најбољи начин превенције листериозе је:
- Спречавање могућности контаминације хране током производње и обраде.
- Избегавање конзумирања непастеризованог млека и млечних производа, месних салата, хладно димљених производа, као и свих врста готове хране која се не загрева пре употребе.
- Термичка обрада (загревање) пре поновне употребе било какви остатака хране која се чува у фрижидеру
- Добро прање под млазом воде сировог поврћа и приземног воћа пре употребе.
- Примена нових стандарда у контроли производње намирница; Недавно је у Србији уведена промена начина контроле бактеријских инфекције листеријом и другим загађивачима у процесу производње хране, како би се спречила испоруку контаминиране хране на тржиште. Нови систем назван је "Анализа опасности и критичних контролних тачака", или скраћено HACCP (енгл. Hazard Analysis and Critical Control Point); произвођач идентификује извесне критичне тачке у производњи хране на којима највероватније може доћи до контаминације. Храна се испитује на свакој од ових контролних тачака, а не само на крају производње, што обезбеђује више могућности за утврђивање контаминације листеријом пре него што се храна испоручи на тржиште.

Особе које су више изложене ризику од листериозе, као што су мала деца, хронични болесници, особа са ослабљеним имунитетом и труднице, не би требало да једу:
• готову салату
• претходно исецкано воће
• охлађену пилетину
• сирово месо
• хладне нареске од меса
• паштете (неконзервирану месну паштету)
• сирову морску храну
• димљену рибу
• мекане сиреве као што су бри, камембер, рикота или сиреви плави бри, рикоту ...
• клице и сирове печурке
• крем сладолед
Профилакса вакцином против ове болести се не спроводи.

## Јавно здравство
Јавно здравство: септикемија, менингоенцефалитис, побачај. Најчешће оболевају имунодефицијентне особе. Потенцијална зооноза, мада се човјек најчешће инфицира храном која се контаминирала током припреме.